# 发音器官

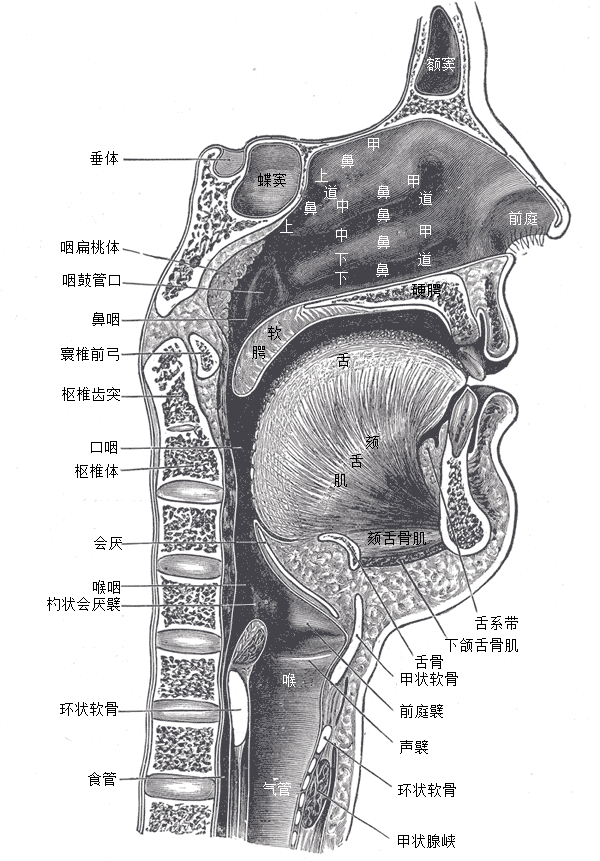
发音器官图

人的发音器官或称言语器官是用来发声的器官。包括呼吸器官、喉头、口腔和鼻腔。
可以细分为：
- 声带
- 上下唇
- 上下齿
- 上齿龈
- 上颚
- 舌尖
- 舌前部
- 舌中部
- 舌后部